# Florence Hunt
Florence Hunt (Londres, 2 de fevereiro de 2007) é uma atriz britânica. Ela é conhecida por seu papel como Hyacinth Bridgerton no drama de época da Netflix, Bridgerton (2020–).

## Infância e educação
Hunt nasceu em Londres no dia 2 de fevereiro de 2007, e desde pequena, teve aulas de atuação no Television Workshop em Nottingham.

## Carreira
Hunt fez sua estreia na televisão interpretando uma versão jovem da personagem Nimue de Katherine Langford na série de fantasia arturiana da Netflix, Cursed, lançada em 2020. Mais tarde, em 2020, Hunt começou a estrelar como Hyacinth, a oitava e mais nova criança Bridgerton, no drama de época Bridgerton, uma adaptação da Netflix produzida pela Shondaland dos romances ambientados na Regência de Julia Quinn.  Ao promover a segunda temporada em 2022, Hunt postou vários TikToks de bastidores que se tornaram virais.
Hunt compartilhou o papel de Vera com Bo Bragason na adaptação teatral de Force Majuere de 2021 no Donmar Warehouse. Embora as críticas da peça tenham sido mistas, Hunt recebeu elogios por sua atuação. Tim Walker do The New European escreveu "As verdadeiras honras de atuação vão, no entanto, para Florence Hunt e Henry Hunt (na noite em que o vi)", enquanto a London Theatre Reviews chamou Hunt de "uma jovem atriz excepcional". Em abril de 2023, foi anunciado que Hunt faria sua estreia no cinema estrelando ao lado de Juliette Binoche, Tom Courtenay e Anna Calder-Marshall em Queen of the Sea, de Lance Hammer.

## Filmografia
| Ano           | Título           | Papel               | Notas           |
| ------------- | ---------------- | ------------------- | --------------- |
| 2020          | Cursed           | Nimue (aos 10 anos) | 2 episódios     |
| 2020–presente | Bridgerton       | Hyacinth Bridgerton | Papel principal |
| TBA           | Queen of the Sea |                     |                 |

## Prêmios e indicações
| Ano  | Prêmio                     | Categoria                                                  | Trabalho   | Resultado | Ref.   |
| ---- | -------------------------- | ---------------------------------------------------------- | ---------- | --------- | ------ |
| 2021 | Screen Actors Guild Awards | Excelente desempenho de um conjunto em uma série dramática | Bridgerton | Indicada  | [ 10 ] |

## Links externos
- Florence Hunt. no IMDb.